# Frappes de 2024-2025 au Yémen
Opération Gardien de la prospérité
Crise de la mer Rouge
Guerre civile yéménite
Batailles
m
- Attaque de drones de Taba et Nuweiba
- Détournement du Galaxy Leader
- Opération Gardien de la prospérité
  - Frappes au Yémen
- Attaque du Maersk
- Bombardement du Marlin Luanda
- Opération Aspide
- Naufrage du Rubymar
- Attaque du Sounion
- Attaque du Magic Seas
- Attaque du Eternity C

Les frappes de janvier 2024 au Yémen surviennent dans la matinée du 12 janvier 2024 lorsque les États-Unis et le Royaume-Uni, avec le soutien de l'Australie, de Bahreïn, du Canada et des Pays-Bas, lancent une série d'attaques contre le mouvement houthiste au Yémen,.
Les frappes aériennes sont intervenues en réponse aux attaques des houthistes contre des navires dans la mer Rouge. Les houthistes déclarent agir en solidarité avec les Palestiniens de la bande de Gaza, territoire visé par une offensive de l'armée israélienne,.
Le président américain Joe Biden a déclaré avoir ordonné les frappes. Le Cabinet britannique s'est réuni et le Premier ministre Rishi Sunak a autorisé les frappes.
Des centaines de milliers de Yéménites manifestent le 12 janvier en réponse aux bombardements américains et britanniques sur leur pays.
L'intensité des bombardements augmente à partir de mars 2025 après le retour au pouvoir de Donald Trump, causant des centaines de morts, dont de nombreux civils.
Le 6 mai 2025, un accord de cessez-le-feu entre les États-Unis et les Houthis, négocié par Oman, entre en vigueur. Celui-ci met fin aux attaques américaines de mars à mai 2025 au Yémen, ainsi qu'aux frappes aériennes américano-britanniques de 2024-2025. Les Houthis acceptent en contrepartie de cesser leurs attaques contre les navires américains, mais poursuivent par ailleurs leurs attaques contre les navires liés à l'État hébreu en mer Rouge et soulignent que le cessez-le-feu ne s'appliquera « en aucune manière » à Israël, qui a commencé à mener ses propres frappes contre le Yémen.

## Contexte
Avec le début de la guerre à Gaza en 2023, le Conseil politique suprême, le gouvernement des régions du Yémen contrôlées par les houthistes, a déclaré son soutien aux Palestiniens et a commencé à lancer des attaques contre des navires commerciaux transitant par la mer Rouge, en particulier à Bab-el-Mandeb, le détroit étroit qui relie la mer Rouge au golfe d'Aden. Au Yémen, ces actions en soutien à Gaza sont soutenues par une grande partie de la population.
Les houthistes annoncent qu'ils pourraient prendre pour cible « tous les navires de la mer Rouge à destination des ports israéliens, quelle que soit leur nationalité » et que les attaques se poursuivront jusqu'à ce que Gaza reçoive la nourriture et les médicaments dont elle a besoin. Plusieurs navires sont endommagés par des tirs ou capturés (notamment le Galaxy Leader), ce qui conduit quatre des plus grandes compagnies maritimes du monde à suspendre leurs voyages via le détroit de Bab-el-Mandeb. Entre le 19 novembre et la mi-février, on dénombrait plus de 30 attaques contre des transporteurs. Des navires sans liens visibles avec Israël ont aussi été attaqués mais le mouvement n’a pas tenté d’imposer un blocus général en mer Rouge.
Le nombre de navires faisant escale au port israélien d’Eilat a chuté de 85 % entre le début des attaques en mer Rouge et janvier 2024, représentant un manque à gagner estimé à 3 milliards de dollars pour l'économie israélienne. Selon le Kiel Institute for the World Economy (IfW Kiel), seuls 200 000 conteneurs transitent en février 2024 par la mer Rouge, contre 500 000 avant le début des attaques.
Pour lancer des attaques, les houthistes utilisent des batteries de missiles côtiers, des munitions rôdeuses et des engins d'attaque rapides armés de canons automatiques légers, de mitrailleuses et de missiles antichar. Avant l'attaque du Maersk Hangzhou, les États-Unis avaient abattu des missiles et des drones houthistes et déployé des navires de guerre pour protéger les voies de navigation de la mer Rouge, mais ne s'étaient pas engagés directement contre les houthistes.
Le 3 janvier, les États-Unis et un groupe de pays ont lancé un dernier ultimatum aux houthistes pour qu'ils mettent fin à leurs activités qui portent atteinte à la liberté de navigation. Dans les jours qui ont précédé les frappes, des membres du Congrès américain et du Pentagone ont exigé une réponse forte et dissuasive face aux houthistes. Un jour avant les frappes aériennes, le Conseil de sécurité des Nations unies a adopté une résolution condamnant l'agression des houthistes en mer Rouge,,. La veille, la marine militaire de la République islamique iranienne avait saisi le navire-citerne marchand américain St Nikolas.
Le 17 janvier, Washington déclare le mouvement houthistes « terroriste ». Cette désignation comme terroriste devrait compromettre l'acheminement de l'aide humanitaires dans les régions du Yémen contrôlées par les houthistes, soit environ le tiers de sa superficie où vivent les deux tiers de la population, et ainsi d’aggraver considérablement la crise humanitaire que subit le pays.

## Déroulement

### 2024

#### 12 janvier

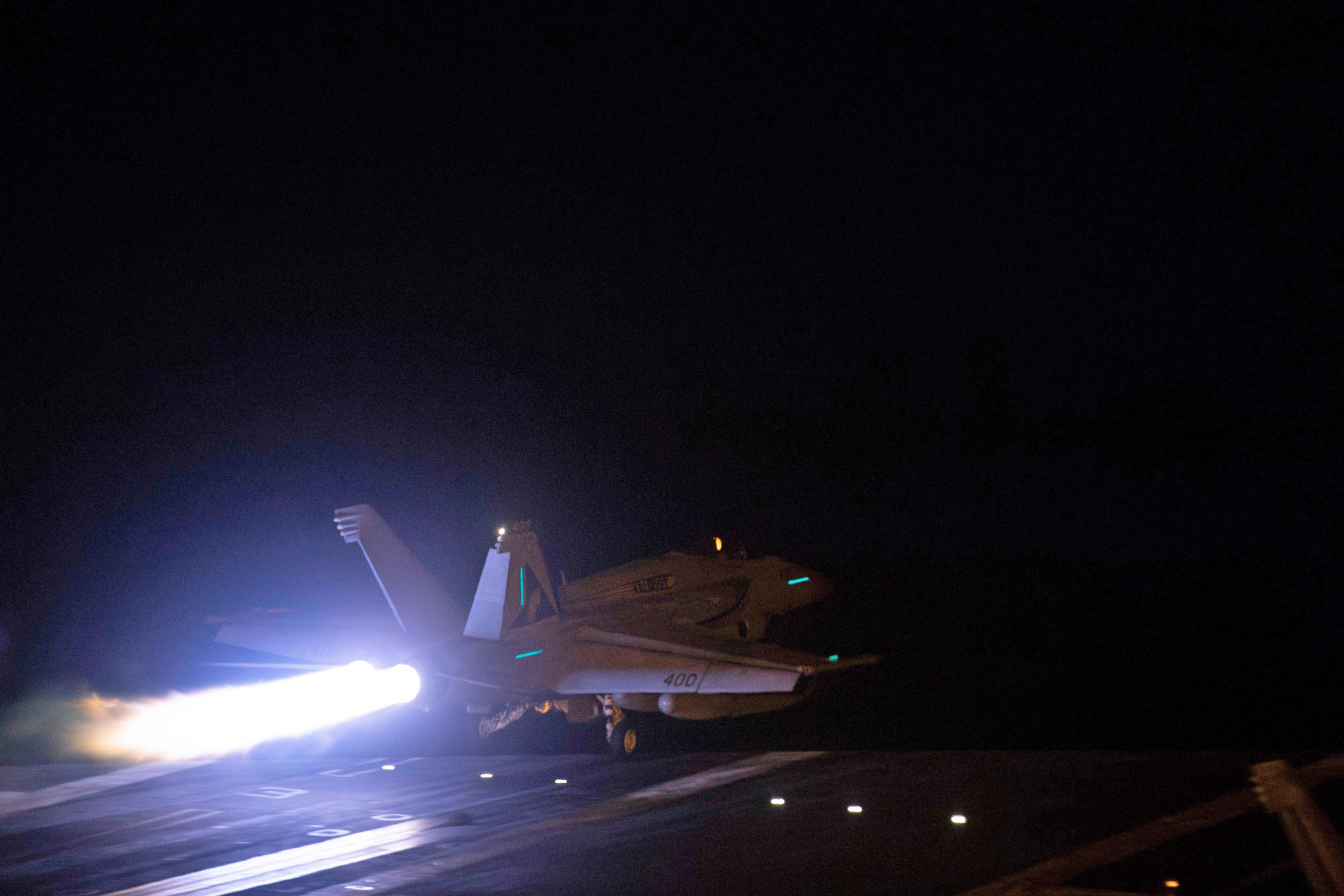
Catapultage d'un F/A-18 avant les frappes.

Des avions de combat américains transportant des bombes à guidage de précision ont été déployés depuis des bases de la région et depuis le porte-avions USS Dwight D. Eisenhower. Des navires de surface et le sous-marin USS Florida ont lancé des missiles de croisière Tomahawk. La BBC a rapporté que quatre avions Typhoon de la Royal Air Force déployés depuis la base aérienne d'Akrotiri à Chypre avaient participé à l'attaque. L'US Air Forces Central Command a annoncé que les forces américaines et de la coalition avaient utilisé plus de 100 munitions pour frapper plus de 60 cibles dans 16 emplacements,,,.
Des explosions ont été signalées à Sanaa, Al-Hodeïda et Dhamar. Les cibles comprenaient des centres logistiques, des systèmes de défense aérienne et des sites de stockage d'armes. Selon une chaîne d'information dirigée par les Houthis, l'aéroport international d'Al-Hodeïda (en), l'aéroport international de Taiz (en) et la base aérienne d'al-Dailami (en) au nord de Sanaa figuraient parmi les cibles touchées, en plus d'un aéroport près de Hajjah et d'un camp à l'est de Sa'dah.

#### 13 janvier
À 3 h 45, heure du Yémen (UTC+3), les États-Unis ont effectué unilatéralement une frappe supplémentaire sur un site radar près de Sanaa, qui, selon Al-Masirah, se trouvait sur la base aérienne d'Al-Dailami. Le commandement central américain a déclaré que "l'action de suivi" avait été menée par le destroyer USS Carney utilisant des missiles Tomahawk.

#### 14 janvier
L'armée américaine a déclaré qu'un de ses avions de combat avait intercepté un missile de croisière anti-navire Houthi lancé depuis Al-Hodeïda en direction de l'USS Laboon.

#### 16 janvier
À 4 h 15, heure locale, les États-Unis ont mené de nouvelles frappes aériennes au Yémen, ciblant quatre missiles balistiques antinavires houthistes qui se préparaient à cibler des navires dans la région,.

#### 17 janvier
Vers 23 h 59, heure locale, les États-Unis ont mené une série de frappes de missiles, lancées depuis des navires et des sous-marins, contre 14 missiles houthistes identifiés comme une menace immédiate pour la navigation dans la région,.

#### 22 janvier
Les États-Unis et le Royaume-Uni lancent de nouvelles frappes aériennes sur l'infrastructure militaire des houthistes au Yémen, notamment un site de stockage souterrain, des missiles anti-navires et des radars. Le Royaume-Uni indique que quatre Typhoons de la RAF ont participé aux frappes aériennes.

#### 3 février
Les États-Unis et le Royaume-Uni annoncent avoir bombardé des dizaines de cibles au Yémen. Les villes de Sanaa, Hajja, Dhamar, Al-Bayda, Taëz et Hodeida ont été visées par les bombardements.

#### 10 février
Dix-sept rebelles houthistes sont tués dans des frappes américaines qui ont visé leurs positions au Yémen.

#### 24 février
Les Etats-Unis et le Royaume-Uni revendiquent des bombardements contre dix-huit cibles houthistes. Des journalistes de l’Agence France-Presse présents à Sanaa ont fait état de fortes explosions dans la capitale du Yémen.

#### 20 Juillet
Après une attaque de drone iranien utilisé par les houthistes, Israël riposte avec probablement des F-35 en bombardant le Yémen. En conséquence, un gigantesque brasier a consumé pendant quarante-huit heures une partie des quais du port yéménite de Hodeïda, Selon Mohammed Abdelsalam, un porte-parole houthiste, l’attaque a visé « des installations de stockage de carburant et une centrale électrique » qui approvisionne cette région du littoral yéménite pour « faire pression sur le Yémen afin qu’il cesse de soutenir les Palestiniens ».  Les raids aériens qui ont visé le port de Hodeïda ont causé la mort de six personnes et en ont blessé 83 ; trois autres sont portées disparues. Le bombardement a eu pour effet principal de désorganiser l’aide humanitaire.

#### 29 septembre
L'armée israélienne a indiqué avoir frappé des cibles dans les régions de Ras Issa et de Hodeida, visant notamment le port et des centrales électriques, lors d'une opération pour laquelle des dizaines d'avions ont été mobilisés.

#### 4 octobre
Les États-Unis et le Royaume-Uni lancent des frappes aériennes notamment dans la capitale Sanaa, dans la ville portuaire d'Hodeida, à Dhamar, au sud de la capitale, et Mukayras,.

#### 17 octobre
Des bombardiers furtifs B-2 sont utilisés pour la première fois par les Etats-Unis pour attaquer le Yémen. Des frappe sont signalées au nord et au sud de la capitale Sanaa, ainsi que dans le gouvernorat de Saada au nord.

#### 10 novembre
Les Etats-Unis affirment avoir détruit des installations de stockage d’armes dans de nouvelles frappes sur le Yémen.

#### 11 novembre
Une série de bombardements vise les gouvernorats de Amran et de Saada.

#### 19 décembre
Des frappes aériennes menées par Israël au Yémen vise notamment la capitale Sanna et les ports de Hodeïda, Ras Issa et Salif, tuant neuf personnes.

#### 26 décembre
L'aviation israélienne bombarde l’aéroport de Sanaa, des bases, des centrales électriques et des ports de la mer Rouge.
Le secrétaire général de l'ONU Antonio Guterres a condamné une « escalade » à la suite de ces frappes israéliennes « particulièrement alarmantes ». Tedros Adhanom Ghebreyesus, le chef de l'OMS qui se trouvait dans l'aéroport au moment de l'attaque, échappe de peu à la mort, tandis qu'un membre du personnel de l'ONU a été blessé.

#### 27 décembre
Une frappe aérienne cible la capitale yéménite Sanaa.
Des Yéménites manifestent en masse en protestations contre les bombardements israéliens de la veille.

#### 28 décembre
Des frappes aériennes ciblent la province de Hajjah dans le nord du Yémen.

### 2025

#### 10 janvier
Israël bombarde à nouveau le Yémen, affirmant avoir touché « des sites d'infrastructure militaire dans la centrale électrique de Hizaz, qui sert de source centrale d'énergie pour le régime terroriste houthiste », ainsi que les ports de Hodeida et de Ras Issa. Israël promet également de « traquer » les dirigeants des houthistes.

#### 15 mars
Les États-Unis attaquent de nouveaux les houthistes le 15 mars 2025, tuant au moins 53 personnes, dont cinq enfants et deux femmes, et en blessant 98, dont neuf enfants et neuf femmes,.
Le rédacteur en chef du mensuel The Atlantic a été par erreur intégré aux discussions des responsables de l'opération Rough Rider à partir du 11 mars, recevant le détail du plan confidentiel,. Il s’agit de la fuite d'un groupe de discussion du gouvernement des États-Unis.

#### 18 mars
Le gouvernorat de Saada dans le nord du pays est bombardé par les Etats-Unis. D'autres raids ont été menés dans la région de Bajel, dans le gouvernorat de Hodeida, ainsi qu'une aciérie dans la région d'al-Salif, et sur la capitale.

#### 21 mars
Des bombardements touchent les gouvernorats de Hodeida et de Saada.

#### 22 mars
L'aviation américaine bombarde l'aéroport international de Hodeida.

#### 24 mars
Un immeuble résidentiel à Sanaa est détruit par un bombardement américain. D'autres frappes visent Saada.

#### 26 mars
Une quinzaine de raids américains visent les environs de la capitale Sanaa.

#### 27 mars
Une vingtaine de raids américains visent de nouveau dans la nuit les environs de Sanaa.

#### 28 mars
Des dizaines de frappes américaines sont menées dans la nuit dans différentes régions du Yémen, notamment la capitale Sanaa où l'aéroport international et un quartier du centre de la ville ont été touchés. Des frappes ont également été menées dans les régions d'Amrane, de Saadah, et de Jaouf, dans le nord du pays, ainsi que dans les gouvernorat de Hodeida (ouest) et de Marib (est). Dans la soirée, de nouvelles frappes sont signalées au sud de Sanaa, à Saada et à Jaouf.

#### 1eravril
Quatre personnes sont tuées dans des frappes américaines dans la région de Hodeida.

#### 2 avril
Des avions militaires américains bombardent un réservoir dans le district de Mansouriya, dans l'ouest du Yémen, coupant l'eau à plus de 50 000 personnes, a rapporté la chaîne de télévision yéménite Al-Masirah.
Des raids aériens sont signalés sur les régions de Saada et de Hodeida.

#### 3 avril
Plus de 20 raids ciblent  avant l'aube la province de Saada.

#### 5 avril - bombardement d'une assemblée tribale
Donald Trump poste sur les réseaux sociaux une vidéo montrant une frappe sur un important groupe de personnes et s'exclame : « Ces houthistes se sont réunis pour recevoir des instructions en vue d’une attaque. Oups, il n’y aura pas d’attaque de la part de ces houthistes ! Ils ne couleront plus jamais nos navires ! ».
Sur la vidéo, une cinquantaine d’hommes sont rassemblés en cercle près de la ville portuaire d’Hodeïda, portant pour quelques-uns des armes légères à l’épaule. Selon le Yemen Data Project, une organisation qui collecte des données sur les bombardements ciblant le pays, il s’agissait d’une assemblée circulaire tribale traditionnelle. Un rassemblement d’hommes en armes, courant dans cette région. L'agence Saba a affirmé qu'il s'agissait d'un évènement dans le gouvernorat de Hodeida à l'occasion de la fête de l'Aid, marquant la fin du Ramadan. « Les personnes présentes à ce rassemblement n'avaient rien à voir avec les opérations » au large du Yémen, a-t-elle déclaré.
Ces frappes ont porté à 243 le nombre de morts à la suite de raids américains au Yémen depuis la mi-mars, selon un décompte de l'AFP basé sur les annonces des houthistes. Ceux menés par la précédente administration, celle de Joe Biden, avaient tué 57 personnes entre 2021 et 2023.

#### 6 avril
Plusieurs frappes visent la ville de Saada.

#### 8 avril
Au moins douze personnes sont tuées, dont six femmes et quatre enfants, et quinze blessées dans la nuit dans des frappes américaines sur le district d'Al-Hawk à Hodeida. Des images diffusées par la télévision yéménite montre des scènes de panique, ainsi que des personnes en train d'extraire des blessés des décombres et de les transporter vers des ambulances, au milieu de grandes destructions. Un correspondant de l'AFP à proximité avait rapporté avoir entendu trois fortes explosions successives.

#### 10 avril
Des bombardements sur Sanaa font au moins trois morts.

#### 13 avril
Des frappes américaines sur une usine située dans la zone industrielle d’al-Sawari, à l'ouest de Sanaa, « ont fait 7 morts et 29 blessés, dont l'un est dans un état critique », a rapporté l'agence de presse Saba. « Parmi les blessés figurent cinq enfants et une femme », a-t-elle ajouté en indiquant que les victimes étaient « des personnes travaillant à l'usine, ou dans les maisons et la ferme adjacentes ».

#### 18 avril - destruction du port pétrolier de Ras Issa
Des bombardements américains sur le port pétrolier de Ras Issa causent 80 morts et 150 blessés selon un bilan provisoire. Washington annonce avoir « détruit » le port.

#### 20 avril
Douze personnes sont tuées et trente-quatre blessées dans des frappes américaines sur le marché de Farwa et le quartier populaire du même nom, dans le centre de Sanaa, a rapporté l'agence de presse yéménite Saba. Des raids aériens ont également été signalés dans les provinces de Marib (centre), Hodeida (ouest) et Saada (nord).

#### 26 avril
Sanaa, Saada et le port de Ras Issa sont bombardés.

#### 27 avril
Des frappes nocturnes américaines ont fait huit morts, dont des enfants et des femmes, dans le secteur de Thaqban, dans la banlieue nord-ouest de Sanaa. D'autres frappes sont effectuées, notamment sur Saada et sur la province d'Amran.

#### 28 avril - bombardement d'un centre de migrants
Le 28 avril 2025, au moins, 68 personnes sont tuées, et 47 autres blessées dans une frappe aérienne américaine sur un centre détenant des migrants africains dans le gouvernorat de Saada. Après une visite sur place, le président de la communauté somalienne au Yémen, a déclaré à la BBC : « C'était tragique et horrible… J'ai vu des personnes brûlées. Nous n'avons pas pu reconnaître certains des corps que nous avons vus. » Les victimes seraient majoritairement originaires d’Éthiopie. 
Des frappes sont aussi signalées sur le district de Harf Sufyan (nord-ouest) et sur celui de Bani Hashish, près de Sanaa.

#### 29 avril
Le Royaume-Uni affirme avoir visé une « unité de production de drones » proche de Sanaa.

## Conséquences

### Pertes humaines et matérielles
Le 28 avril 2025, l'armée américaine publie un rapport dans lequel elle déclare avoir mené plus de 800 frappes au Yémen, tuant 500 membres du mouvement houthiste. Le rapport ne fournit cependant pas de bilan des civils tués dans ces bombardements. Le 30 avril, l'armée américaine affirme avoir bombardé plus de 1 000 cibles depuis la mi-mars.
Les houthistes ne communiquent pas sur leur pertes militaires et sont soupçonnés de minorer le nombre de victimes civiles causées par les bombardements afin de ne pas ébranler le moral de la population yéménite. Au 27 avril, 228 civils ont été tués à la suite de frappes américaines, selon un décompte de l'AFP basé sur les annonces des houthistes.
Les États-Unis ont perdu seize drones Reaper (d’une valeur individuelle, selon les sources, de 30 à 100 millions de dollars) de novembre 2023 à mars 2025, ainsi que deux avions de chasse (l'un détruit par un tir ami, l'autre tombé à l'eau à la suite d'une erreur lors d'un remorquage). Le coût des opérations militaires américaines est estimé à un milliard de dollars entre mi-mars et mi-avril 2025.

### Conséquences humanitaires
Le classement par Washington des houthistes comme organisation terroriste fragilise l’économie du Yémen, en particulier le système bancaire. Au risque de voir les transferts interrompus, les institutions financières sont sommées de se désaffilier de la banque centrale tenue par les houthistes qui avait pourtant réussi à stabiliser la monnaie et limiter l’inflation. Les flux commerciaux, tout comme l’action des acteurs humanitaires, sont également potentiellement suspendus. L’intervention des ONG internationales dans les zones houthistes, qui impose par exemple une coordination avec le Croissant rouge yéménite, pourrait être assimilée, en droit étatsunien, à un soutien à un groupe terroriste. Plusieurs organisations sont contraintes de suspendre leurs opérations.
Le retour des bombardements massifs constitue, après trois années d’accalmie liée au retrait de facto des Saoudiens, une source d’angoisse pour les Yéménites, tout particulièrement dans les zones du nord-ouest, contrôlées par les houthistes. Les destructions sont nombreuses dans les régions de Sanaa, de Saada et dans la plaine côtière de la Tihama. Les attaques répétées sur le port de Ras Issa menacent également d’affecter l’approvisionnement en aide humanitaire, essentielle pour la survie de 60 % des Yéménites.
Amnesty International souligne en avril 2025 que la réduction massive de l'aide internationale américaine et les bombardements auront des conséquences désastreuses pour la population du Yémen, dont plus de la moitié a besoin d'aide pour survivre. Cet assèchement financier a provoqué « la fermeture de services d'aide et de protection vitaux ». Sont notamment affectés le traitement de la malnutrition chez les enfants, les femmes enceintes et les mères allaitantes, le fonctionnement d'abris pour les victimes de violences de genre et des soins de santé pour les enfants. De nombreux services de santé reproductive ou de protection pour les femmes sont également menacés.

## Analyses
Les bombardements aériens sont considérés insuffisants pour vaincre à eux seuls les houthistes. « Les houthistes ont une longue expérience et savent s’adapter aux frappes aériennes. Les frappes aériennes ne peuvent pas abattre le mouvement s’il n’y a pas d’opération terrestre qui impose une nouvelle réalité sur le terrain », affirme ainsi le colonel Abdul Alim Abu Talib, un ancien officier de l’armée yéménite, dans un entretien au journal panarabe Al-Araby Al-Jadid, basé à Londres.
Selon Fatiha Dazi-Heni, chercheuse à l’Institut de recherche stratégique de l’École militaire (Irsem), les bombardements américains « ne peuvent qu'aggraver la guerre ». Elle met aussi en garde contre les sanctions économiques visant le Yémen qui auront « un impact sur une population déjà épuisée ».
Alexandre Lauret, chercheur à l'Irsem, soutient que « les bombardements n’ont que peu de chance de transformer l’équilibre militaire. Au sol, les anti-houthistes, fragmentés, demeurent sur la défensive. De plus, ces bombardements ont principalement un coût pour les civils, affectant l’économie et l’arrivée de l’aide, empêchant par exemple l’aéroport de Sanaa de fonctionner normalement. » Selon lui, les attaques houthistes en mer rouge, outre le soutien aux Palestiniens, visent aussi à conforter la position politique du mouvement au Yémen et à l'international.
Helen Lackner, chercheuse spécialiste du Yémen, remarque que depuis le 15 mars 2025 les Etats-Unis « bombardent davantage que précédemment et avec des bombes plus puissantes. Il y a un niveau de destructions considérable depuis la mi-mars, et le nombre de civils tués a augmenté de façon impressionnante. »
Pour Alexandra Nikopoulou, analyste au Sana'a Center for Strategic Studies, les bombardements sur le Yémen sont aussi un moyen pour les Etats-Unis de faire pression sur l'Iran, allié des houthistes, dans le cadre des négociations sur son programme nucléaire. Helen Lackner souligne ainsi que les attaques houthistes embarrassent l'Iran, qui ne veut pas d'escalade avec les Etats-Unis et Israël.

## Réactions

### États-Unis

#### Réactions du gouvernement
Les réactions au Congrès ont été mitigées, certains soutenant les frappes aériennes et d'autres condamnant Biden pour avoir utilisé la force militaire sans l'approbation du Congrès. Certains critiques ont affirmé que, conformément à l'article 1 de la Constitution, Biden devait demander l'autorisation du Congrès avant de lancer une action militaire, bien que la résolution sur les pouvoirs de guerre de 1973 autorise le président à entreprendre une action militaire unilatérale mais doit en informer le Congrès dans les 48 heures,.
Le président Joe Biden a déclaré : « L'action défensive d'aujourd'hui fait suite à cette vaste campagne diplomatique et aux attaques croissantes des rebelles houthis contre les navires commerciaux ». Il a en outre affirmé : « Je n'hésiterai pas à prendre des mesures supplémentaires pour protéger notre population et la libre circulation du commerce international si nécessaire ».
Le leader républicain du Sénat, Mitch McConnell, a salué cette action mais a déclaré que la décision du président était attendue depuis longtemps.
Donald Trump a promis « l'enfer » aux « terroristes houthis » à son retour au pouvoir.

#### Réactions du public
Les bombardements sont soutenus tant par le Parti républicain que par le Parti démocrate.
Les manifestants organisés par Code Pink et la Coalition ANSWER (en) se sont rassemblés devant la Maison-Blanche plusieurs heures après les frappes, scandant « Laissez le Yémen vivre » et « Ne touchez pas au Yémen ».
À New York, des manifestants pro-palestiniens se sont rassemblés à Times Square, scandant « Ne touchez pas au Moyen-Orient », « Ne touchez pas au Yémen » et « Ne touchez pas à Gaza ».

### Royaume-Uni
Le Premier ministre Rishi Sunak a déclaré que les frappes découlaient du principe de « légitime défense ». Il a également confirmé que le Royaume-Uni avait reçu une assistance et un soutien « non opérationnels » de la part des Pays-Bas, du Canada et de Bahreïn lors des frappes.
Le Royaume-Uni a noté que les premières indications suggèrent que la capacité des houthistes à menacer la navigation commerciale a « pris un coup ». Deux partis, les Libéraux-Démocrates et le Parti vert de l'Angleterre et du pays de Galles, ont critiqué le gouvernement pour avoir contourné le Parlement, tandis que le chef du Parti national écossais à la Chambre des communes, Stephen Flynn, a déclaré : « Il incombe au gouvernement du Royaume-Uni d'informer le Parlement le plus rapidement possible et les députés doivent donc être rappelés à Westminster ».

### Houthistes
Le vice-ministre des Affaires étrangères d'Ansar Allah, Hussein al-Izzi, a qualifié ces attaques d'« agression flagrante » et a déclaré que les États-Unis et le Royaume-Uni « paieraient un lourd tribut » dans une interview à Al-Masirah (en). De même, Ali al-Qahoum, un haut responsable houthi, a promis qu'il y aurait des représailles.
Mohammed Abdulsalam, porte-parole du groupe, a annoncé que les houthistes continueraient de cibler les navires israéliens ou tout navire se dirigeant vers « les ports de la Palestine occupée », affirmant que les États-Unis et le Royaume-Uni avaient tort de penser que les frappes « dissuaderaient le Yémen de soutenir la Palestine et Gaza ».
Le mouvement annonce considérer les navires américains et britanniques comme des cibles potentielles à la suite des bombardements.
Le dirigeant du mouvement, Abdulmalik Al-Houthi, a déployé un discours nationaliste et mobilisé un argumentaire qui s’appuie volontiers sur le droit international et la nécessité de protéger les Palestiniens d’un « génocide ». Pointant du doigt la faiblesse de la réponse du monde arabe face à Israël, il a dans le même temps veillé à faire apparaître les opérations militaires houthistes comme des représailles aux offensives de l’armée israélienne, respectant les périodes de trêve à Gaza. 
Les houthistes mettent fin à leurs attaques après l'entrée en vigueur le 15 janvier 2025 d'un cessez-le-feu à Gaza. Ils annoncent cependant le 11 mars leur intention de reprendre les attaques contre des navires de commerce qu’ils estiment liés à Israël, précisant que cette décision a été prise après le refus de l’État israélien de permettre l’acheminement de l’aide humanitaire vers la bande de Gaza.

### Arabie saoudite
Le ministère saoudien des Affaires étrangères a appelé à la retenue et à « éviter l'escalade ».
En dépit des pressions américaines, l’armée saoudienne n'intervient pas dans le conflit et s'en tient au pacte de non-agression implicite qui s’est institué entre elle et les houthistes en 2022. Riyad s'était engagée entre 2015 et 2022 dans une offensive sur le Yémen, caractérisée par des bombardements massifs et la mise en place d’un blocus maritime et aérien, mais avait échoué à vaincre les houthistes et a été contrainte de se désengager militairement.
Les Saoudiens entendent également ne pas apparaître comme des supplétifs des Israéliens. Néanmoins, des sources relèvent que l'Arabie saoudite et les Émirats arabes unis arment des milices et pourraient profiter des bombardements américains pour tenter de vaincre les houthistes.

### Iran
Le ministère iranien des Affaires étrangères a condamné ces frappes comme une « violation flagrante de la souveraineté et de l'intégrité territoriale du Yémen » et une violation du droit international.

### Turquie
Bien que membre de l'OTAN, la Turquie de l’AKP a dénoncé « l'utilisation disproportionnée de la force contre les rebelles houthistes », et déploré que « les États-Unis et le Royaume-Uni tentent de transformer la mer Rouge en mer de sang ».

### Nations Unies
Le secrétaire général des Nations Unies, António Guterres, s'est dit « gravement préoccupé » par le bombardement américain du port pétrolier de de Ras Issa les 17 et 18 avril, causant de « nombreuses victimes civiles » et des « fuites possibles de pétrole dans la mer Rouge ». Le chef de l’ONU demande « à tous d’exercer la plus grande retenue ».
Le 28 avril, António Guterres s'est dit profondément alarmé par les informations faisant état de frappes américaines sur un centre pour migrants. « Les frappes représentent un risque croissant pour la population civile au Yémen », a-t-il déclaré. « Nous continuons d'appeler toutes les parties à respecter leurs obligations en vertu du droit international humanitaire, y compris la protection des civils.